# Tamta
Tamta Goduadze (géorgien : თამთა გოდუაძე; grec moderne : Τάμτα Γκοντουάτζε) est une chanteuse géorgienne, naturalisée grecque, née le 10 janvier 1981. Elle est surtout connue en Grèce, notamment après sa participation à Super Idol Greece. 

## Biographie
Tamta Goduadze chante depuis l'âge de cinq ans. Quand elle a 14 ans, elle s'est mariée et a un enfant. À 22 ans, Tamta emménage en Grèce avec sa famille et a participé à Super Idol Greece, où elle a fini à la deuxième place. 
En 2006, elle a sorti son premier album, Tamta, puis Agapise Me en 2007. Son dernier album est Tharros I Alitheia (2010) et contient la chanson Tharros I Alitheia chantée avec Sakis Rouvas. Plus récemment, elle a chanté les titres Niose Tin Kardia et Konda Sou en 2012, ainsi que Pare Me en 2013.
En 2014, elle devient mentor pour X Factor Georgia et en 2016, pour X Factor Grèce.
Il est annoncé le 21 décembre 2018 qu'elle représentera Chypre au Concours Eurovision de la chanson 2019, à Tel Aviv, en Israël,.
Après s'être qualifiée lors de la 1ère demi-finale de l'Eurovision, elle a terminé 13ème (sur 26 participants à la finale) avec un score total de 109 points dont 77 par les jurys et 32 par le télé-vote du public.

## Discographie
Albums studio
- 2006 : Tamta
- 2007 : Agapise Me
- 2010 : Tharros I Alitheia